# 耶律奚低
耶律奚低（やりつ けいてい、生没年不詳）は、遼（契丹）の軍人。

## 経歴
孟父房耶律巌木の末裔。弓射や乗馬を得意とし、征戦において武勇を示した。景宗のとき、軍官を歴任した。
統和4年（986年）、右皮室詳穏となった。北宋の楊業が山西の州県を陥落させると、奚低は枢密使の耶律斜軫の下で楊業を討った。戦いにあっては必ず先頭に立ち、矢を放って外すことはなかった。楊業は朔州の南で敗戦して、深い林の中に隠れた。奚低は楊業の袍の影を見て弓を射ると、楊業を落馬させた。先だって軍に楊業を生け捕りにするよう命じられていたため、奚低は手柄とすることができなかった。
統和22年（1004年）、睿智太后が北宋に対する南征の軍を起こすと、奚低はいくつかの戦功を挙げた。後に病没した。

## 伝記資料
- 『遼史』巻83 列伝第13